# Людвіг Шверін фон Крозіг
Граф Йоганн Людвіг (Лутц) Шверін фон Крозіг (нім. Johann Ludwig (Lutz) Graf Schwerin von Krosigk; 22 серпня 1887, Ратмансдорф (сьогодні Штасфурт, Саксонія-Ангальт), королівство Саксонія — 4 березня 1977, Ессен, ФРН) — німецький політичний і державний діяч, за освітою юрист. У 1932—1945 роках — міністр фінансів Німеччини.
Після самогубства Адольфа Гітлера спільно з грос-адміралом Карлом Деніцем сформував т. зв. «Фленсбургський уряд», де обіймав посади головного міністра (прем'єр-міністра) та міністра закордонних справ аж до його розпуску 23 травня 1945 року.
Міністерство фінансів Лутца Шверіна фон Кросіга було одним із основних стовпів фіскальної підтримки нацизму. Відомо, що режим привласнював власність євреїв, яких переслідували та відправляли до концтаборів. Він відповідав за продаж цих активів і привласнення цих активів німецьким урядом. На Нюрнберзькому процесі над міністрами його засудили до десяти років ув'язнення за співпрацю з нацистським режимом. Лутц Шверін фон Крозігк також був канцлером Німеччини в тимчасовому уряді Карла Деніца після смерті Адольфа Гітлера в 1945 році в Третьому рейху.

## Походження
Від народження носив прізвище фон Крозіг. Народився в сім'ї Еріха Адольфа фон Крозіга (1829—1917) і його другої дружини Луїзи, уродженої графині фон Шверін (1853—1920). Його батько був сином баронеси Лізетт фон Вестфален (1800—1863) і, отже, племінником Женні фон Вестфален, дружини Карла Маркса.
Сам Л. Шверін фон Крозіг називав дружину засновника марксизму «тьотя Женні» і наприкінці життя написав її біографію. 27 травня 1925 року був усиновлений своїм бездітним дядьком — графом Альфредом фон Шверін, і з тих пір іменувався граф Шверін фон Крозіг.
У 1918 році одружився з дівчиною фон Плеттенберг, від якої мав 4 синів та 5 дочок.

## Життєпис

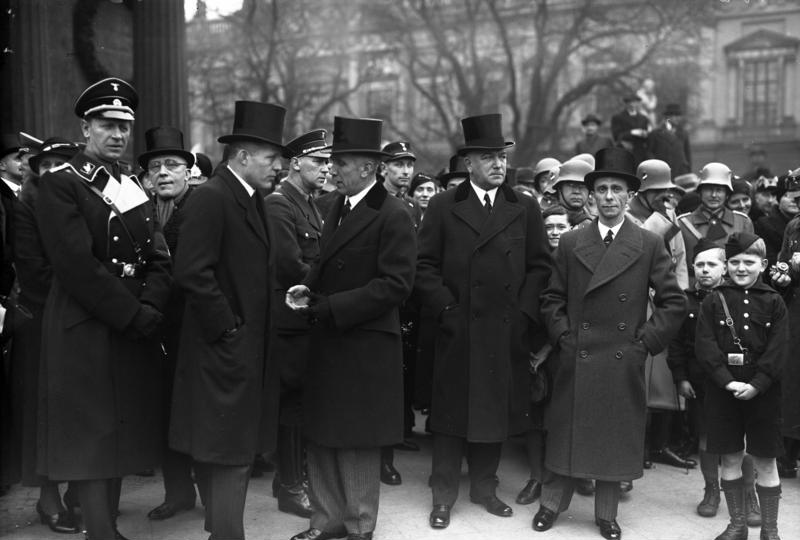
Члени Уряду, фон Крозіг — другий зліва, розмовляє з фон Папеном

З 1893 навчався в монастирській школі в Рослебені (Тюрингія). Відвідував заняття з юриспруденції і політичних наук в Галльському, Лозаннському і Оксфордському університетах. У 1909 році вступив референтом в Наймбурзі на прусську державну службу. Після проходження військової служби у 2-му Померанском уланському полку, в 1910 році призначений урядовим референтом в Штеттині.
Учасник Першої світової війни; поранений; оберлейтенант. За бойові заслуги нагороджений Залізним хрестом 1-го і 2-го класу. Після демобілізації в 1919 році вступив на службу асесором в земельне управління в Гінденбурзі, Верхня Сілезія. З 1921 року — в Імперському міністерстві фінансів: з 1922 року — обер-регірунгсрат, з 1924 року — міністеріальрат. З 1 січня 1929 — міністеріальдіректор і керівник бюджетного відділу Імперського міністерства фінансів, одночасно з 1931 року очолював відділ репарацій.
З 2 червня 1932 року — міністр фінансів в уряді Франца фон Папена, зберіг пост в кабінеті Шлейхера, а потім і в кабінеті Гітлера, залишившись на посту міністра до останніх днів Третього рейху. Підтримував політику переозброєння Німеччини, з лютого 1935 виділяв особливі кредити на цей проект. Після Кришталевої ночі підтримав «ариизации» фінансів і вигнання євреїв з держави. З 30 січня 1937 року — член НСДАП, партійний квиток № 3805231. Деякі члени його сім'ї і знайомі-аристократи брали участь у змові 20 липня.
Після самогубства фюрера 30 квітня 1945 року рейхсканцлером за його заповітом став Йозеф Геббельс, який, однак, 1 травня теж вчинив самогубство. Він перебував у Фленсбурге новий президент Німеччини Карл Деніц доручив очолити уряд безпартійному Шверін фон Крозігу, який потім був призначений також і міністром закордонних справ (замість призначеного таким за заповітом Гітлера рейхскомісара Нідерландів Зейс-Інкварта, взятого в полон 8 травня в Гамбурзі). Він називався «головний міністр», але не «рейхсканцлер». Уряд Деніца і Крозіга проіснував до 23 травня, коли був в повному складі заарештований союзниками.

## Суд та подальше життя
На відміну від Деніца, Шверін фон Крозіг не з'явився перед основним Нюрнберзьким процесом; німецьких фінансистів там представляли виправданий Ялмар Шахт і засуджений на довічне ув'язнення Вальтер Функ. Однак граф був підсудним на «Процесі міністерств» («Справа Вильгельмштрассе», «США проти Вайцзекера та ін»), що відбувався в американському військовому трибуналі в Нюрнберзі в 1947—1949 (Див. Наступні (малі) Нюрнберзькі процеси). 11 квітня 1949 року засуджений на 10 років позбавлення волі; 31 січня 1951 року амністований і звільнений (фактично відбувши 6 років з дня арешту). Залишив мемуари.

## Нагороди
- Залізний хрест 2-го і 1-го класу
- Нагрудний знак «За поранення» в чорному
- Почесний хрест ветерана війни з мечами
- Золотий партійний знак НСДАП (30 січня 1937) — одночасно із нагородженням автоматично став членом НСДАП.
- Орден Леопольда I, великий хрест (Бельгія)
- Медаль «У пам'ять 13 березня 1938 року»
- Медаль «У пам'ять 1 жовтня 1938»
- Орден Заслуг німецького орла, великий хрест в золоті
- Золотий почесний знак Гітлер'югенду з дубовим листям
- Хрест Воєнних заслуг 2-го і 1-го класу

## Сім'я, рідня
- Онука — німецький політик Беатрікс фон Шторх, заступник голови партії «Альтернатива для Німеччини»